# Clasificación de Asia para los Juegos Olímpicos de Atlanta 1996
La Clasificación de Asia para los Juegos Olímpicos de Atlanta 1996 se llevó a cabo del 20 de mayo de 1995 al 27 de marzo de 1996 y contó con la participación de 25 selecciones sub-23 de Asia para definir a tres clasificados a fútbol en los Juegos Olímpicos de Atlanta 1996.

## Primera Ronda

### Grupo 1
| # | País     | J | G | E | P | GF | GC | GD | Pts |
| - | -------- | - | - | - | - | -- | -- | -- | --- |
| 1 | China    | 4 | 4 | 0 | 0 | 11 | 2  | +9 | 12  |
| 2 | Singapur | 4 | 1 | 1 | 2 | 3  | 7  | -4 | 4   |
| 3 | Malasia  | 4 | 0 | 1 | 3 | 1  | 6  | -5 | 1   |

| Equipo 1 | Resultado | Equipo 2 |
| -------- | --------- | -------- |
| Singapur | 2-0       | Malasia  |
| China    | 4-0       | Singapur |
| China    | 2-1       | Malasia  |
| Malasia  | 0-0       | Singapur |
| Malasia  | 0-2       | China    |
| Singapur | 1-3       | China    |

### Grupo 2
| # | País         | J | G | E | P | GF | GC | GD  | Pts |
| - | ------------ | - | - | - | - | -- | -- | --- | --- |
| 1 | Japón        | 4 | 4 | 0 | 0 | 16 | 1  | +15 | 12  |
| 2 | Tailandia    | 4 | 2 | 0 | 2 | 12 | 6  | +6  | 6   |
| 3 | China Taipéi | 4 | 0 | 0 | 4 | 1  | 22 | -21 | 0   |

| Equipo 1     | Resultado | Equipo 2     |
| ------------ | --------- | ------------ |
| Tailandia    | 0-5       | Japón        |
| China Taipéi | 1-4       | Japón        |
| Tailandia    | 7-0       | China Taipéi |
| China Taipéi | 0-5       | Tailandia    |
| Japón        | 6-0       | China Taipéi |
| Japón        | 1-0       | Tailandia    |

### Grupo 3
| # | País          | J | G | E | P | GF | GC | GD  | Pts |
| - | ------------- | - | - | - | - | -- | -- | --- | --- |
| 1 | Corea del Sur | 4 | 4 | 0 | 0 | 15 | 1  | +14 | 12  |
| 2 | Indonesia     | 4 | 2 | 0 | 2 | 6  | 4  | +2  | 6   |
| 3 | Hong Kong     | 4 | 0 | 0 | 4 | 1  | 17 | -16 | 0   |

| Equipo 1      | Resultado | Equipo 2      |
| ------------- | --------- | ------------- |
| Hong Kong     | 0-5       | Corea del Sur |
| Indonesia     | 1-2       | Corea del Sur |
| Indonesia     | 1-0       | Corea del Sur |
| Corea del Sur | 7-0       | Hong Kong     |
| Corea del Sur | 1-0       | Indonesia     |
| Hong Kong     | 1-4       | Indonesia     |

### Grupo 4
| # | País     | J | G | E | P | GF | GC | GD  | Pts |
| - | -------- | - | - | - | - | -- | -- | --- | --- |
| 1 | Omán     | 4 | 4 | 0 | 0 | 13 | 3  | +10 | 12  |
| 2 | India    | 4 | 2 | 0 | 2 | 8  | 7  | +1  | 6   |
| 3 | Pakistán | 4 | 0 | 0 | 4 | 2  | 13 | -11 | 0   |

| Equipo 1 | Resultado | Equipo 2 |
| -------- | --------- | -------- |
| Pakistán | 0-2       | Omán     |
| Pakistán | 1-2       | India    |
| Omán     | 3-2       | India    |
| India    | 3-1       | Pakistán |
| Omán     | 6-0       | Pakistán |
| India    | 1-2       | Omán     |

### Grupo 5
| # | País       | J | G | E | P | GF | GC | GD  | Pts |
| - | ---------- | - | - | - | - | -- | -- | --- | --- |
| 1 | Kazajistán | 6 | 5 | 1 | 0 | 19 | 5  | +14 | 16  |
| 2 | Uzbekistán | 6 | 3 | 1 | 2 | 12 | 8  | +4  | 10  |
| 3 | Tayikistán | 6 | 1 | 1 | 4 | 9  | 14 | -5  | 4   |
| 4 | Kirguistán | 6 | 1 | 1 | 4 | 9  | 22 | -13 | 4   |

| Equipo 1   | Resultado | Equipo 2   |
| ---------- | --------- | ---------- |
| Kirguistán | 1-5       | Uzbekistán |
| Tayikistán | 0-3       | Kazajistán |
| Kirguistán | 2-2       | Kazajistán |
| Uzbekistán | 2-0       | Tayikistán |
| Uzbekistán | 1-2       | Kazajistán |
| Tayikistán | 3-0       | Kirguistán |
| Uzbekistán | 2-1       | Kirguistán |
| Kazajistán | 3-1       | Tayikistán |
| Kazajistán | 6-0       | Kirguistán |
| Tayikistán | 1-1       | Uzbekistán |
| Kirguistán | 5-4       | Tayikistán |
| Kazajistán | 3-1       | Uzbekistán |

### Grupo 6
| # | País           | J | G | E | P | GF | GC | GD | Pts |
| - | -------------- | - | - | - | - | -- | -- | -- | --- |
| 1 | Arabia Saudita | 4 | 3 | 1 | 0 | 4  | 0  | +4 | 10  |
| 2 | Kuwait         | 4 | 1 | 2 | 1 | 3  | 3  | 0  | 5   |
| 3 | Siria          | 4 | 0 | 1 | 3 | 2  | 6  | -4 | 1   |

| Equipo 1       | Resultado | Equipo 2       |
| -------------- | --------- | -------------- |
| Arabia Saudita | 2-0       | Siria          |
| Kuwait         | 0-1       | Arabia Saudita |
| Siria          | 0-1       | Kuwait         |
| Siria          | 0-1       | Arabia Saudita |
| Arabia Saudita | 0-0       | Kuwait         |
| Kuwait         | 2-2       | Siria          |

### Grupo 7
| # | País         | J | G | E | P | GF | GC | GD | Pts |
| - | ------------ | - | - | - | - | -- | -- | -- | --- |
| 1 | UAE          | 4 | 2 | 2 | 0 | 5  | 3  | +2 | 8   |
| 2 | Irán         | 4 | 2 | 1 | 1 | 9  | 4  | +5 | 7   |
| 3 | Turkmenistán | 4 | 0 | 1 | 3 | 4  | 11 | -7 | 1   |

| Equipo 1               | Resultado | Equipo 2               |
| ---------------------- | --------- | ---------------------- |
| Turkmenistán           | 2-4       | Irán                   |
| Emiratos Árabes Unidos | 2-1       | Turkmenistán           |
| Irán                   | 1-1       | Emiratos Árabes Unidos |
| Irán                   | 4-0       | Turkmenistán           |
| Turkmenistán           | 1-1       | Emiratos Árabes Unidos |
| Emiratos Árabes Unidos | 1-0       | Irán                   |

### Grupo 8
| # | País     | J | G | E | P | GF | GC | GD | Pts |
| - | -------- | - | - | - | - | -- | -- | -- | --- |
| 1 | Irak     | 4 | 2 | 2 | 0 | 8  | 3  | +5 | 8   |
| 2 | Catar    | 4 | 2 | 1 | 1 | 8  | 6  | +2 | 7   |
| 3 | Jordania | 4 | 0 | 1 | 3 | 4  | 11 | -7 | 1   |

| Equipo 1 | Resultado | Equipo 2 |
| -------- | --------- | -------- |
| Jordania | 1-2       | Qatar    |
| Qatar    | 0-0       | Irak     |
| Jordania | 0-4       | Irak     |
| Qatar    | 4-2       | Jordania |
| Irak     | 3-2       | Qatar    |
| Irak     | 1-1       | Jordania |

## Segunda Ronda
Todos los partidos se jugaron en Malasia.

### Grupo A
| # | País  | J | G | E | P | GF | GC | GD | Pts |
| - | ----- | - | - | - | - | -- | -- | -- | --- |
| 1 | Japón | 3 | 2 | 1 | 0 | 6  | 2  | +4 | 7   |
| 2 | Irak  | 3 | 2 | 1 | 0 | 5  | 2  | +3 | 7   |
| 3 | Omán  | 3 | 1 | 0 | 2 | 4  | 6  | -2 | 3   |
| 4 | UAE   | 3 | 0 | 0 | 3 | 2  | 7  | -5 | 0   |

| 16-3-1996 | Irak       | 1–1 | Japón | Estadio Shah Alam, Shah Alam |  |
|           | Wahaib 58' |     |       |                              |  |

| 16-3-1996 | Emiratos Árabes Unidos | 1–3 | Omán                                          | Estadio Shah Alam, Shah Alam |  |
|           | Saeed 3'               |     | K. Al-Araimi 39' 66' (pen.) · S. Al Habsi 89' |                              |  |

| 18-3-1996 | Irak                                 | 3–1 | Emiratos Árabes Unidos | Estadio Shah Alam, Shah Alam |  |
|           | Wahaib 31' · Fawzi 51' · Chathir 89' |     | A. Ahmed 10' (pen.)    |                              |  |

| 18-3-1996 | Japón                                        | 4–1 | Omán               | Estadio Shah Alam, Shah Alam |  |
|           | Maezono 19' (pen.) 39' · Jo 50' · Nakata 68' |     | D. Al Mukhaini 34' |                              |  |

| 20-3-1996 | Japón      | 1–0 | Emiratos Árabes Unidos | Estadio Shah Alam, Shah Alam |  |
|           | Uemura 23' |     |                        |                              |  |

| 20-3-1996 | Irak        | 1–0 | Omán | Estadio Shah Alam, Shah Alam |  |
|           | Chathir 62' |     |      |                              |  |

### Grupo B
| # | País           | J | G | E | P | GF | GC | GD | Pts |
| - | -------------- | - | - | - | - | -- | -- | -- | --- |
| 1 | Corea del Sur  | 3 | 2 | 1 | 0 | 6  | 2  | +4 | 7   |
| 2 | Arabia Saudita | 3 | 1 | 2 | 0 | 6  | 2  | +4 | 5   |
| 3 | China          | 3 | 1 | 1 | 1 | 5  | 6  | -1 | 4   |
| 4 | Kazajistán     | 3 | 0 | 0 | 3 | 3  | 10 | -7 | 0   |

| 17-3-1996 | Kazajistán                        | 2–4 | China                                                              | Estadio Shah Alam, Shah Alam |  |
|           | Niyazymbetov 33' · Yablochkin 67' |     | Xie Hui 45' · Yao Xia 50' · Yu Genwei 81' · Peng Weijun 88' (pen.) |                              |  |

| 17-3-1996 | Corea del Sur      | 1–1 | Arabia Saudita | Estadio Shah Alam, Shah Alam |  |
|           | Yoon Jong-hwan 21' |     | Al-Dosari 39'  |                              |  |

| 19-3-1996 | Kazajistán    | 1–2 | Corea del Sur                        | Estadio Shah Alam, Shah Alam |  |
|           | Grokhovsky 2' |     | Lee Ki-hyung 59' · Woo Sung-yong 88' |                              |  |

| 19-3-1996 | China        | 1–1 | Arabia Saudita | Estadio Shah Alam, Shah Alam |  |
|           | Tan Ende 75' |     | Al-Dosari 53'  |                              |  |

| 21-3-1996 | China | 0–3 | Corea del Sur                            | Estadio Shah Alam, Shah Alam |  |
|           |       |     | Lee Ki-hyung 35' · Lee Woo-young 57' 67' |                              |  |

| 21-3-1996 | Kazajistán | 0–4 | Arabia Saudita                     | Estadio Shah Alam, Shah Alam |  |
|           |            |     | Bin-Isa 2' · Al-Dosari 36' 56' 64' |                              |  |

## Tercera Ronda
Todos los partidos se jugaron en Malasia.
|  | Semifinales         | Semifinales         |   |                     | Final               | Final |  |
|  |                     |                     |   |                     |                     |       |  |
|  |                     |                     |   |                     |                     |       |  |
|  | 24 de marzo de 1996 |                     |   |                     |                     |       |  |
|  | Japón               | 2                   |   |                     |                     |       |  |
|  | Arabia Saudita      | 1                   |   |                     |                     |       |  |
|  |                     |                     |   |                     |                     |       |  |
|  |                     |                     |   |                     | 27 de marzo de 1996 |       |  |
|  |                     |                     |   |                     | Japón               | 1     |  |
|  |                     | Corea del Sur       | 2 |                     |                     |       |  |
|  |                     |                     |   |                     |                     |       |  |
|  |                     |                     |   |                     |                     |       |  |
|  |                     |                     |   |                     | Tercer lugar        |       |  |
|  | 24 de marzo de 1996 | 24 de marzo de 1996 |   | 27 de marzo de 1996 | 27 de marzo de 1996 |       |  |
|  | Corea del Sur       | 2                   |   | Arabia Saudita      | 1 (t.e.)            |       |  |
|  | Irak                | 1                   |   |                     | Irak                | 0     |  |

### Semifinales
| 24-3-1996 | Japón          | 2–1 | Arabia Saudita | Estadio Shah Alam, Shah Alam |  |
|           | Maezono 4' 58' |     | Al-Dosari 77'  |                              |  |

| 24-3-1996 | Corea del Sur         | 2–1 | Irak      | Estadio Shah Alam, Shah Alam |  |
|           | Choi Yong-soo 19' 30' |     | Salem 89' |                              |  |

### Tercer Lugar
| 27-3-1996 | Arabia Saudita | 1–0 | Irak | Estadio Shah Alam, Shah Alam |  |
|           | Al-Rashaid 97' |     |      |                              |  |

### Final
| 27-3-1996 | Japón  | 1-2 | Corea del Sur                               | Estadio Shah Alam, Shah Alam |  |
|           | Jo 80' |     | Lee Sang-hun 79' · Choi Yong-soo 82' (pen.) |                              |  |

## Campeón
|                                   |
| Bandera de Corea del Sur          |
| Campeón Corea del Sur 1.er título |

## Clasificados a Juegos Olímpicos
- Corea del Sur
- Japón
- Arabia Saudita